# Anna Zofia Schwarzburg-Rudolstadt
Anna Sophie (ur. 9 września 1700, zm. 11 grudnia 1780 w Römhild) – księżniczka Schwarzburg-Rudolstadt, od śmierci szwagra księcia Chrystiana Ernesta 4 września 1745 księżna Saksonii-Coburg-Saalfeld.
Była córką księcia Schwarzburg-Rudolstadt Ludwika Fryderyka I i jego żony księżnej Anny Zofii.
2 stycznia 1723 w Rudolstadt poślubiła przyszłego księcia Saksonii-Coburg-Saalfeld Franciszka Jozjasza. Para miała ośmioro dzieci:
- Ernesta Fryderyka (1724–1800), kolejnego księcia Saksonii-Coburg-Saalfeld
- księcia Jana Wilhelma (1726–1745)
- księżniczkę Annę Zofię (1727–1728)
- księcia Chrystiana  Franciszka (1730–1797)
- księżniczkę Szarlottę Zofię (1731–1810)
- księżniczkę Fryderykę Magdalenę (1733–1734)
- księżniczkę Fryderykę Karolinę (1735–1791)
- księcia Fryderyka Jozjasza (1737–1815)